# Thin Lizzy
Thin Lizzy (Тин Лиззи, с англ. — «Тощая Лиззи») — ирландская рок-группа, созданная в Дублине певцом и бас-гитаристом Филом Лайноттом, барабанщиком Брайаном Дауни и гитаристом Эриком Бэллом в 1969 году.
Лирической основой исполняемых песен являются бытовые зарисовки, любовь, различные истории, исторические темы. Автором большинства песен стал сын чернокожего гайанца и ирландки Фил Лайнотт, который говорил, что большинство его песен автобиографические. «Это то, что вдохновляет меня писать. Если я что-то испытываю, и я думаю, что этим опытом стоит поделиться с кем-то другим, то я пишу песню. Вся причина, по которой я пишу песни, заключается в том, чтобы поделиться своим опытом с... кем угодно».
Известность к «Thin Lizzy» пришла после того, как они выпустили синглом рок-версию ирландской застольной баллады «Whiskey in the Jar», которая попала в британскую десятку.
Стиль команды, особенно во второй половине 1970-х, представлял собой хард-рок с упором на его мелодичную составляющую и с выдвинутой вперед бас-гитарой. Наибольшую известность группе принесла записанная в 1976 году композиция «The Boys Are Back in Town», ставшая международным хитом и впоследствии многократно перепетая разными группами.
На протяжении существования группы, вплоть до роспуска в 1984, её состав много раз менялся, но одно оставалось неизменным — Лайнотт пел и играл на бас-гитаре, а Брайан Дауни был барабанщиком.
Усилиями Джона Сайкса и Скотта Горэма Thin Lizzy возобновили в 1996 году концертную деятельность и продолжали выступать со старым репертуаром, регулярно претерпевая изменения в составе.
В 2020 году журнал Classic Rock включил Thin Lizzy в список «50 лучших рок-групп всех времён».

## История группы

### Ранние годы (1969-74)
«Thin Lizzy» была основана декабрьским вечером 1969 года в «Дублине, когда гитарист из Белфаста Эрик Белл встретился с органистом Эрик Риксоном в пабе и обнаружил, что они оба разделяют стремление сформировать новую группу. Оба музыканта в разное время играли в группе Them» вместе с Ваном Моррисоном. Тем же вечером они пошли на концерт группы Orphanage, в которой играли барабанщик Брайан Дауни и вокалист Фил Лайнотт. Белл и Риксон после концерта предложили Лайнотту и Дауни создать вместе группу. Лайнотт и Дауни были осведомлены о хорошей музыкальной репутации Белла.
Дебютный сингл «The Farmer» вышел на лейбле «Parlophone» в июле «1970 года. Риксон покинул группу перед выходом сингла, что означало, что большая доля доходов доставалась трём оставшимся участникам. Риксон переехал в Европу, прежде чем возвратился в Белфаст, чтобы вернуться в свою прежнюю группу Them». К концу 1970 года Thin Lizzy подписывают контракт с Decca Records и в январе 1971 года едут в Лондон, чтобы записать свой дебютный альбом «Thin Lizzy». Альбом продавался хорошо, но не попал в чарты в Великобритании, несмотря на ротацию и поддержку со стороны влиятельных диджеев: Джона Пила и Кида Дженсена.
Приблизительно в марте 1971 года группа постоянно обосновалась в Лондоне (до выхода EP New Day). Несмотря на плохие продажи, Decca согласился финансировать запись альбома группы Shades of a Blue Orphanage, вышедшего в марте 1972 года. Как и в предыдущем альбоме, в песнях были анекдоты Лайнотта и отсылки на его жизнь в Дублине и людей, которых он знал там. Музыкальный стиль альбома сочетал кельтские мотивы с примесью тяжёлого рока. Альбом не попал в британские чарты.
В середине 1972 года Thin Lizzy было предложено записать альбом кавер-версий песен Deep Purple, который должен был быть выпущен под названием Funky Junction Play a Tribute to Deep Purple. Никаких упоминаний о Thin Lizzy на записи не было. Вокал и клавишные были обработаны участниками другой группы, Элмером Фуддом, и несколько инструментальных композиций были также включены в альбом. Альбом был выпущен в январе 1973 года.

### «Whiskey in the Jar»

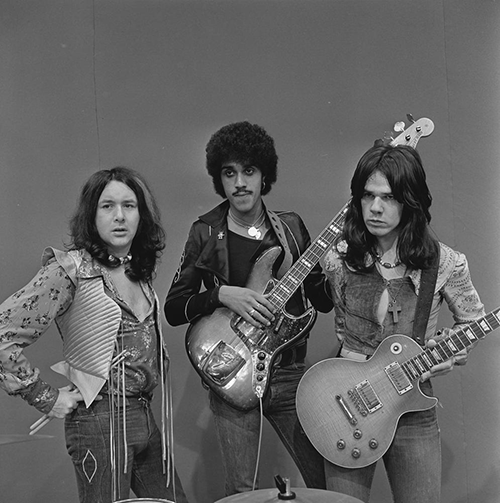
Thin Lizzy на TopPop AVRO в 1974 году

В конце 1972 года группа отправилась в громкий тур по Великобритании вместе со Slade и Сюзи Кватро. Примерно в то же время Decca решила выпустить в качестве сингла народную ирландскую балладу «Whiskey in the Jar», записанную группой. Группа была недовольна этим, чувствуя, что песня не отражает их звучания или их образа. Сингл возглавил ирландский чарт и достиг 6 места в Великобритании в феврале 1973 года, результатом чего было появление группы в Top of the Pops. Сингл также попал в чарты многих стран Европы. Однако следующий сингл, «Randolph’s Tango», представляющий собой характерный для Лайнотта стиль, попал в чарты только в Ирландии.
Следующий альбом группы, Vagabonds of the Western World, был выпущен в сентябре 1973 года, но, несмотря на положительные отзывы, снова не попал в чарты. Сингл из него «The Rocker» вновь попал в чарты лишь в Ирландии.
После выступления в Queen’s University Belfast 31 декабря 1973 года Эрик Белл покинул группу из-за ухудшения состояния здоровья и разочарования в музыкальной индустрии. Чтобы помочь закончить тур, в группу был приглашён Гэри Мур, который играл с Лайноттом в Skid Row. Мур пробыл в группе до апреля 1974 года. С ним группа записала три песни, в том числе «Still in Love with You», которая была включена в четвёртый альбом Nightlife.
С уходом Мура в группу взяли двух временных гитаристов, Энди Джи и Джона Дю Канна, чтобы завершить тур по Германии. Оба не рассматривались как постоянные участники, к тому же Лайнотт и Дю Канн не ладили между собой. После тура и истечения контракта с Decca Records разочаровавшийся Дауни решил покинуть группу, но его убедили остаться.
Начались прослушивания для новых участников группы. Лайнотт и Дауни в конечном итоге остановились на 18-летнем шотландском гитаристе Брайане Робертсоне и калифорнийце Скотте Горэме. Новый состав быстро нашёл взаимопонимание. Группа вслед за Wishbone Ash стала британскими рок-пионерами дуэта соло-гитаристов. Группа исключила из репертуара большую часть прежних песен и заключила контракт с Phonogram Records, но записанный в итоге альбом Nightlife был разочарованием для группы из-за его излишне мягкого продюсирования и недостаточно проявленного стиля группы. Робертсон назвал продюсирование Рона Невисона «довольно безвкусным», Горэм сказал, что запись была «нелепой и скучной». Как и предыдущие альбомы, он не попал в чарты.

### «The Boys Are Back in Town» (1975—1977)

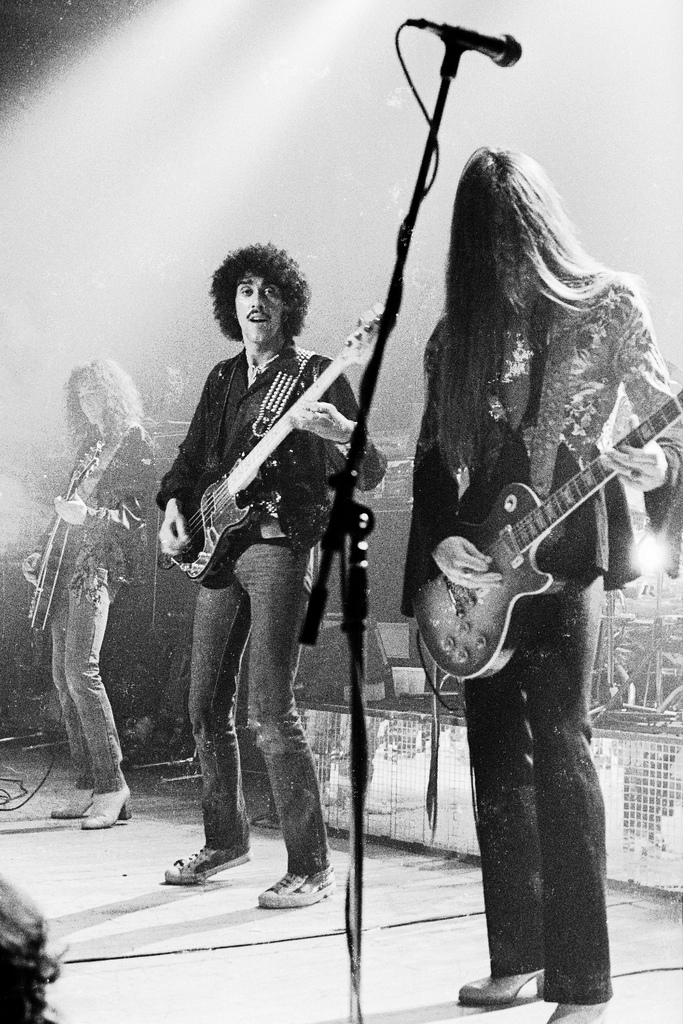
Слева направо: Брайан Робертсон, Фил Лайнотт и Скотт Горэм на концерте во время тура Bad Reputation 24 ноября 1977 года

В начале 1975 года Thin Lizzy гастролировали в США в первый раз, выступая на разогреве у Боба Сигера и Bachman-Turner Overdrive. Когда BTO гастролировала по Европе в конце того же года в поддержку их хита «You Ain’t Seen Nothing Yet», Thin Lizzy снова сопровождали их во время этого громкого тура. Затем Thin Lizzy записывают альбом Fighting, который стал первым альбомом, попавшим в британские чарты и достигнувшим 60 места, хотя синглы с него в чартах не отметились. Альбом показал первое реальное свидетельство того двойного гитарного звучания, который принесёт группе наибольший успех, в частности, двойную гармонию в «Wild One» и соло обоих гитаристов в «Suicide».
После успешного тура нескольких групп вместе с Status Quo группа записала альбом Jailbreak, который стал их прорывом к мировой популярности, попав в Топ 10 в Англии и в Топ 20 в США. Выпущенный 26 марта 1976 года, он содержал в себе мировой хит «The Boys are Back in Town», который достиг 8 места в Великобритании и 12 места в США (первый сингл, попавший в чарты в США). Thin Lizzy гастролировали по США с различными группами, такими как Aerosmith, Rush и REO Speedwagon, и планировали совершить тур туда снова в июне 1976 года, на этот раз с Rainbow. Однако Лайнотт заболел гепатитом и тур был отменён.
Во время лечения Лайнотт написал большую часть следующего альбома Johnny the Fox. Идеи для написания текстов песен Лайнотт черпал в кельтской мифологии и своём личном опыте. Альбом был записан в августе 1976 года, в записи участвовал Фил Коллинз. Начало сессии звукозаписи показало напряжённость в отношениях между Лайнотом и Робертсоном: например, возникли разногласия по поводу авторства музыки хит-сингла «Don’t Believe a Word» (12 место в Англии). Тур в поддержку альбома был очень успешным. Группа несколько раз появлялась на телевидении в довольно известных передачах, таких как Rod Stewart BBC TV Special.
Следующее турне по США было запланировано на декабрь 1976 года, но его пришлось отменить после того, как 26 ноября Брайан Робертсон повредил руку в драке при попытке защитить своего друга, шотландского певца Фрэнки Миллера. Робертсон отвергал, что он был пьян, утверждая, что только пошёл туда, где можно поесть. Лайнотт был рассержен и заменил Робертсона на Гэри Мура на время гастролей по США, которые они проводили совместно с Queen. Тур был успешным, и Лайнотт попросил Мура остаться, но тот вернулся к своей прежней группе Colosseum II. Робертсон планировал создать с Джимми Бэйном новую группу.
Три оставшихся участника Thin Lizzy вылетели в Канаду в мае 1977 года, чтобы записать альбом Bad Reputation. Через месяц после начала работы к ним присоединился Робертсон, уже как приглашённый музыкант, дописав гитарные партии в двух песнях, в результате чего был официально восстановлен в конце года. Альбом был выпущен в сентябре и хорошо продавался, достигнув 4 места в Великобритании. В качестве сингла была выпущена песня с альбома «Dancing in the Moonlight (It’s Caught Me in It’s Spotlight)». Также в 1977 году Thin Lizzy стали хэдлайнерами фестиваля в Лидсе.

### Возвращение Гэри Мура (1978-79)

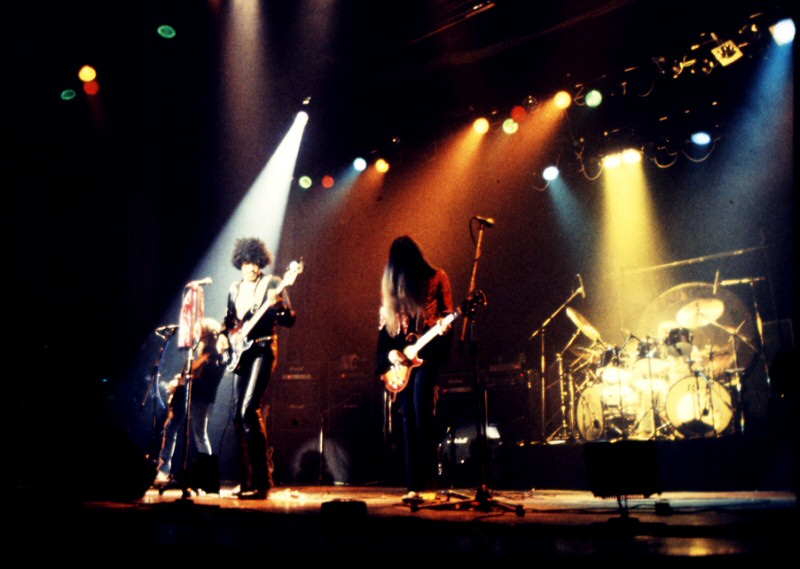
Thin Lizzy на сцене 8 августа 1977 года; Робертсон, Лайнотт, Скотт Горэм и Дауни

В 1978 году группа выпустила свой первый концертный альбом Live and Dangerous. Существует некоторые разногласия по поводу того, что только часть альбома действительно записана на сцене. Продюсер Тони Висконти утверждал, что наложений не было, добавлены только удачные соло и аудитория. Однако Брайан Робертсон опроверг это, заявив, что он отказал Лайнотту в повторной записи соло на гитаре и что наложению подвергались только бэк-вокал и некоторые гитарные партии Горама. Так или иначе, альбом имел огромный успех, достигнув 2 строчки в Великобритании, и в 2004 году возглавил список лучших концертных альбомов всех времён по версии журнала Classic Rock. Этот успех был омрачён окончательным уходом Робертсона после концерта на Ибице 6 июля 1978 года, когда отношения между ним и Лайноттом накалились до предела. Робертсон с Бэйном вскоре образовали группу Wild Horses.
Вновь упросив вернуться Мура, Лайнотт и Дауни помогли ему записать первый сольный альбом Back on the Streets, который всем запомнился композицией «Parisienne Walkways», сочинённой Муром и Лайноттом вместе. Примерно в это время группа объединяет усилия со Стивом Джонсом и Полом Куком из Sex Pistols, а также Крисом Спеддингом и Джимми Бэйном, создав проект The Greedy Bastards и отыграв несколько концертов с разным сет-листом. Таким образом, Лайнотту удалось приобщиться к панк-движению и избежать ярлыка «динозавров», как панки называли многие другие рок-группы 1960-х—1970-х.
В августе группа начала новый тур по США, а затем гастролировала по Австралии и Новой Зеландии. Брайан Дауни не участвовал в гастролях, сославшись на усталость и предпочтя провести время в Ирландии со своим больным сыном. Его подменил американский барабанщик Марк Носиф. По окончании гастролей Дауни вновь присоединился к группе, и в начале 1979 года в Париже они записали альбом Black Rose: A Rock Legend. Два сингла из него, «Waiting for an Alibi» и «Do Anything You Want To», были успешными, а сам альбом достиг 2 места в Великобритании. Умеренной популярностью пользовался сингл «Sarah», посвящённый новорождённой дочери Лайнотта.
В июле 1979 года Гэри Мур внезапно покинул Thin Lizzy в середине другого турне по США и стал играть с американской группой G-Force. Годы спустя Мур сказал, что он не сожалеет о том уходе. После нескольких концертов втроём Лайнотт попросил Миджа Юра, в соавторстве с которым написал «Get Out of Here», стать постоянным гитаристом группы. Юр, планировавший играть в Ultravox, согласился помочь Thin Lizzy исполнить их гастрольные обязательства. Перед турне по Японии в начале сентября Лайнотт решил привлечь ещё одного гитариста, Дэйва Флетта, который играл с Manfred Mann's Earth Band, с тем, чтобы Юр имел возможность играть на клавишных в случае необходимости.
Тур был успешно завершён, но в составе группы было два временных участника, и Лайнотт тратил много времени на проекты за пределами Thin Lizzy, в том числе на сочинение и подготовку материалов для других групп, а также своего первого сольного альбома Solo in Soho. Лайнотт, ко всему прочему, возродил The Greedy Bastards в составе Лайнотт, Горам, Дауни, Джонс и Кук, которые, впрочем, ограничились одним рождественским синглом «A Merry Jingle» в 1979 году и сократили название до The Greedies. Сингл достиг 28 места в Великобритании.

### Начало восьмидесятых

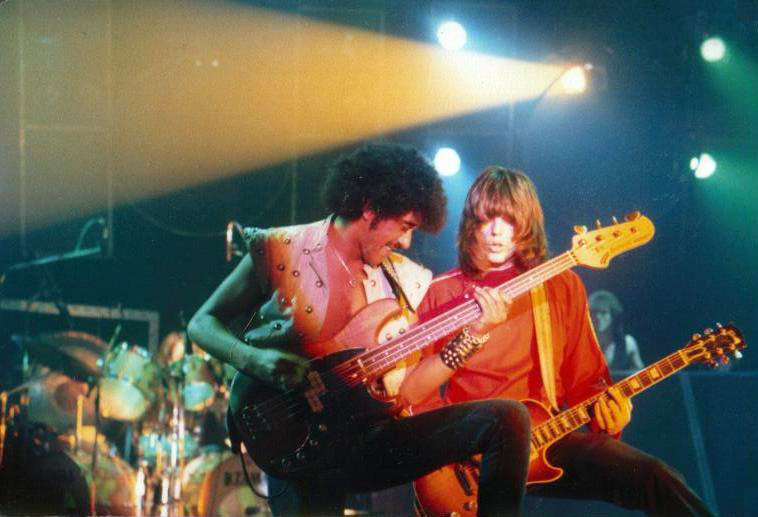
Thin Lizzy на концерте в 1981 году

Пока Лайнотт искал постоянного гитариста, он и другие прошлые и настоящие участники Thin Lizzy вкупе со многими приглашёнными музыкантами приняли участие в записи альбома Solo in Soho, который был выпущен в апреле 1980 года. В том же году вышел и альбом Thin Lizzy Chinatown. Лайнотт в это время женился, и его жена родила в июле вторую дочь. Дэйв Флетт надеялся стать постоянным участком Thin Lizzy, но Лайнотт выбрал Сноуи Уайта, который играл с Pink Floyd и Питером Грином. Мидж Юр по-прежнему выступал в качестве временного клавишника на концертах в начале 1980 года, но был заменен на Даррена Уортона вскоре после того, как к группе присоединился Уайт. Этот новый состав завершил альбом Chinatown в промежутках между короткими турами. Было выпущено два сингла: «Chinatown», достигший 21 места в Великобритании, и «Killer on the Loose», попавший в top 10.
В начале 1981 года Лайнотт начал работу над своим вторым сольным альбомом, в которой принимали участие как музыканты Thin Lizzy, так и большая группа сессионных музыкантов. Примерно в то же время группа записывала материал для следующего альбома. Как и во время предыдущей сессии, одно сливалось с другим, и музыканты не всегда были точно уверены, над каким альбомом они работали. По словам продюсера сессий Thin Lizzy Криса Цангаридиса, «чувство замешательства было в воздухе, потому что иногда никто не знал, записывают ли они сольную работу Фила или альбом Lizzy».
В апреле 1981 года вышел первый сборник хитов Thin Lizzy под названием The Adventures of Thin Lizzy, достигший 6 места в Великобритании. Автономный сингл «Trouble Boys» поднялся лишь до 53 места (худший результат с 1975 года). По словам Уайта и Уортона, Лайнотт был единственным, кто хотел выпустить сингл, никто другой не любил эту песню. «Trouble Boys» было рабочим названием для нового альбома, но неудача в чартах побудили исключить песню из будущего альбома и изменить название на Renegade. Одним из знаменательных событий для группы в это время было выступление в качестве хедлайнеров в Slane Castle 16 августа вместе с Кирсти Макколл, Хэйзел О’Коннор и U2.
Выход второго сольного альбома Лайнотта, The Philip Lynott Album, был отложен до 1982 года, в то время как Renegade был завершён и выпущен в ноябре 1981 года. Альбом значительно уступал по популярности предшественникам, не поднявшись выше 38 места в Великобритании и 157 места в США. Сингл с альбома «Hollywood (Down on Your Luck)» также провалился. Несмотря на то, что только две песни из альбома были написаны исключительно Лайноттом, а остальные в соавторстве с другими участниками группы, Горам и Уортон заявили о своей неудовлетворённости некоторыми песнями, такими как «Angel of Death», «Fats» и «Mexican Blood». Уортон был исключён из фотографий группы на задней части оформления обложки, несмотря на то, что он был к этому времени постоянным участником.

### «Thunder and Lightning»
В начале 1982 года группа берёт перерыв из-за того, что Дауни был побит в ночном клубе в Дании, а Горам страдал от истощения, вызванного приёмом наркотиков. Лайнотт в это время отправился в сольный тур и выпустил свой второй сольный альбом, который не особенно хорошо продавался.
Сноуи Уайт покинул группу в августе 1982 года, устав от рваных графиков работы и проблем Лайнотта с наркотиками, хотя, по его собственному признанию, он был слишком сдержан и тих, чтобы вполне соответствовать более бурным коллегам по группе. Менеджер группы Крис О’Доннелл, довольно долго сотрудничавший с группой, также оставил её в это время, позже заявив, что «некогда блестящая группа превратилась в дерьмо на моих глазах».
Лайнотт хотел найти замену Уайту прежде, чем начать запись следующего альбома. К сентябрю 1982 года он остановил свой выбор на Джоне Сайксе, который был участником Tygers of Pan Tang. Сайкс стал соавтором песни «Cold Sweat», остальная часть альбома уже была написана. Thunder and Lightning был выпущен в марте 1983 года и был гораздо более успешным, чем его предшественник, достигнув 4 места в Великобритании. Присутствие Сайкса осовременило звучание группы, и, хотя авторство песен было распределено между всеми участниками группы, звучание группы заметно потяжелело.

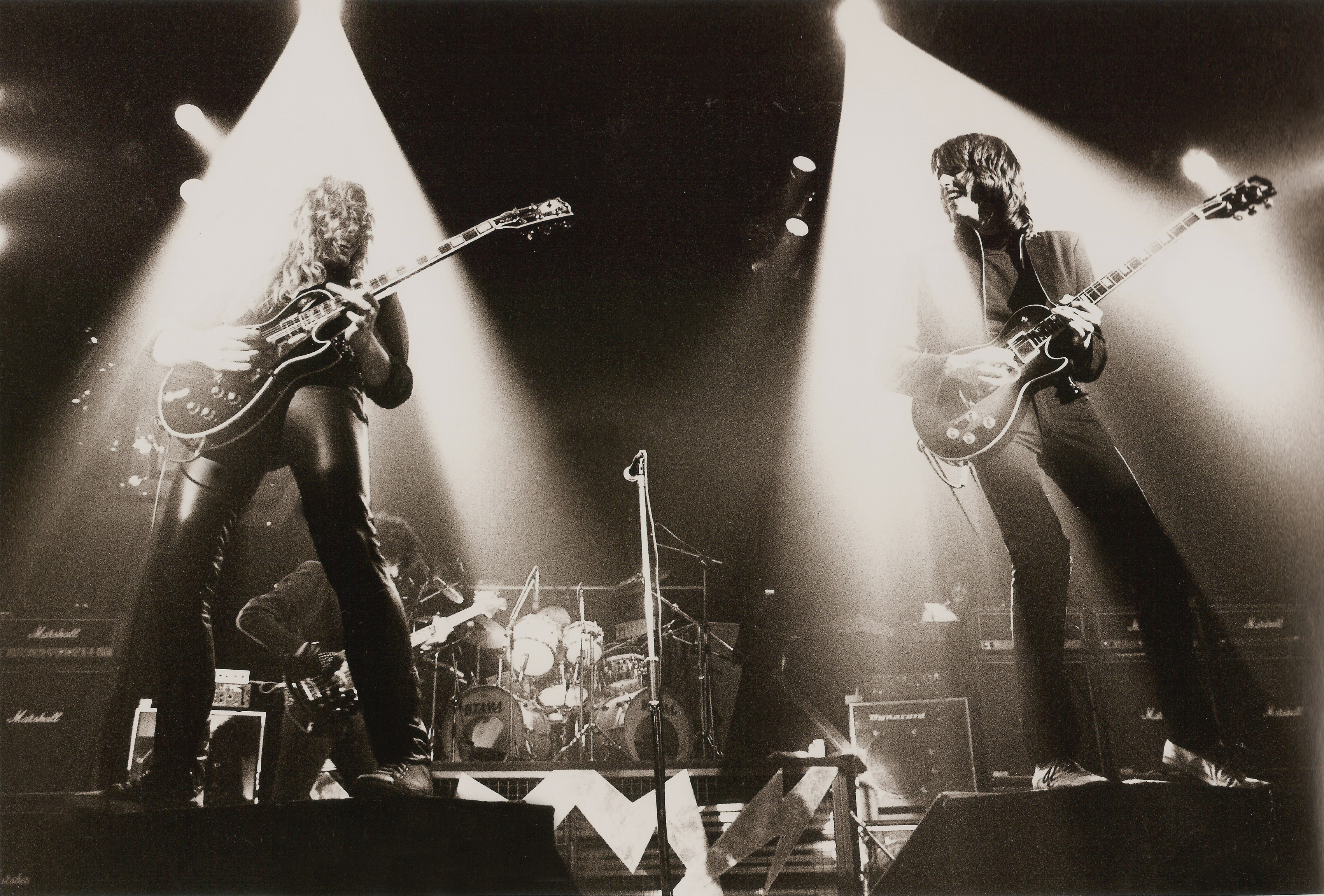
Выступление в Manchester Apollo, 1983 год

Тур в поддержку альбома был намечен как прощальный, хотя Лайнотт не был уверен, что это будет конец группы. Сайкс хотел продолжать, а Горэму было достаточно. Тур был успешным, и несколько концертов были записаны для будущего концертного альбома. Во время тура многие из прежних гитаристов группы появлялись на сцене, чтобы исполнить те песни, которые были первоначально записаны с группой. Единственным исключением был Сноуи Уайт.
Были выпущены два сингла; последний из них, «Sun Goes Down», поднялся только до 52 места в августе.
Лайнотт отправился в ещё один сольный тур под названием «The Three Musketeers» вместе с Дауни и Сайксом.
Последний концерт в Великобритании группа дала на фестивале в Рединге 28 августа 1983 года, запись концерта была выпущена в 1992 году под названием BBC Radio One Live in Concert. Последний концерт группа отыграла в Нюрнберге 4 сентября на фестивале «Monsters of Rock».
Нездоровый образ жизни Лайнотта и особенно приём наркотиков не прошёл для него бесследно. 4 января 1986 года Лайнотт умер от остановки сердца после нескольких дней нахождения в коме. Четырьмя месяцами позже, в мае 1986 года, «Thin Lizzy» воссоединились для концерта «Self Aid», организованного в Ирландии в поддержку безработных. В 1991 году Горэм и Дауни дописали партии гитары и ударных к незаконченной песне Лайнотта «Dedication», вошедшей в одноимённый сборник лучших песен.

## Thin Lizzy без Лайнотта
В 1996 году Джон Сайкс решил возобновить деятельность Thin Lizzy, представив новую старую группу как дань уважения к жизни и трудам Фила Лайнотта. Он взял на себя роль основного вокалиста и убедил участников последнего состава Thin Lizzy: Скотта Горэма, Брайана Дауни и Даррена Уортона — примкнуть к нему. Чтобы окончательно укомплектовать состав, был взят бас-гитарист Марко Мендоса. Данный проект (исполняющий прежние хиты Thin Lizzy, без записей нового материала) подвергся критике за использование имени Thin Lizzy без Лайнотта.
В 1997 году Томми Олдридж подменил Брайана Дауни, когда последний не смог участвовать в выступлении, и стал полноправным участником, когда Дауни вскоре после этого покинул группу. Этот состав оставался до 2000 года, когда группа сделала запись концертного альбома One Night Only. Группа продолжила гастролировать по американским клубам в начале 2001 года. В это время из группы уходит Уортон. Сайкс в промежутке за 2002—2003 годы выпустил два сольных альбома, в то время как Горэм работал с собственной группой 21 Guns.
Уортон позже заявил, что для Thin Lizzy будет лучше проводить меньшее количество концертов, но в более крупных местах. Он также полагал, что в этих концертах должен принять участие Брайан Робертсон. Сайкс сказал, что все бывшие участники Thin Lizzy имеют право играть в Thin Lizzy в любое время.
В 2004 году Сайкс и Горэм вновь собрали Thin Lizzy. На этот раз с привлечением бывшего басиста Angel Рэнди Грэгга и барабанщика Майкла Ли, который играл с Робертом Плантом, The Cult и другими. Данный состав гастролировал по Северной Америке зимой, а после — летом в качестве специальных гостей на концертах Deep Purple. Это состав оказался временным. В 2005 году вернулся Мендоса, а в 2007 году — Олдридж. Группа продолжала гастролировать, но выпуска нового материала в планах группы не было.

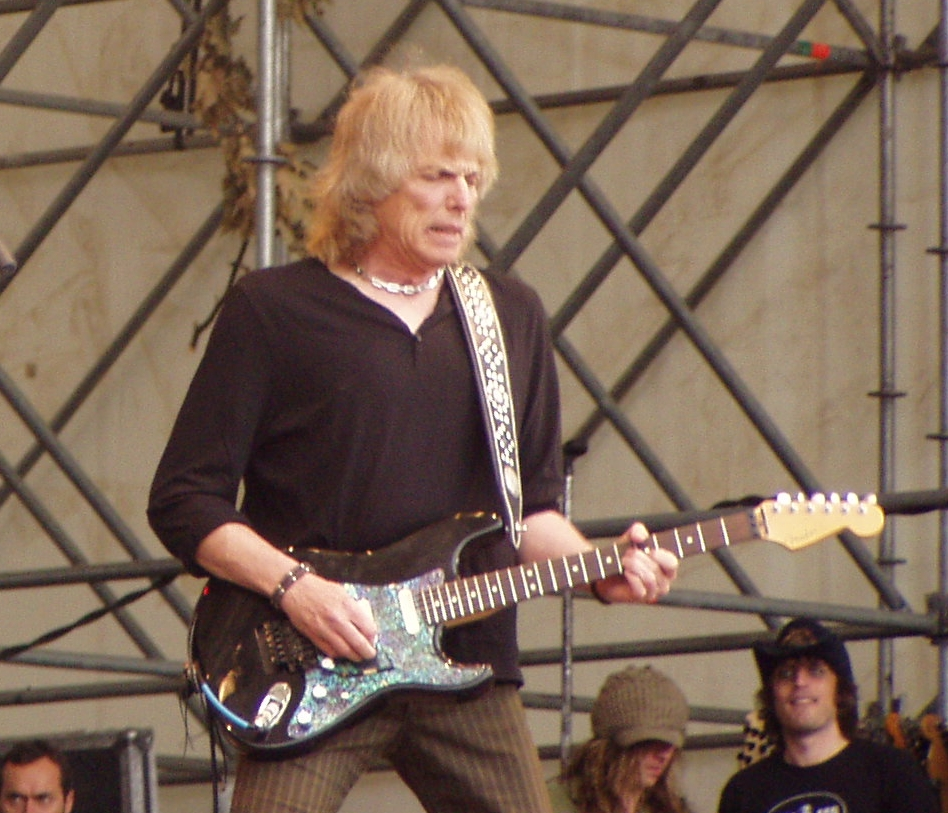
Скотт Горам в 2007 году

На выступлении в лондонском Hammersmith Apollo 13 декабря 2007 года у группы был новый бас-гитарист — Франческо Ди Космо.
Сайкс заявил, что нынешний Thin Lizzy — это «в большей степени трибьютная вещь», и было бы неправильно записывать новый материал под этим названием. Он добавил, что, пока нынешние участники играют вместе, они могут делать совместные записи, но не как Thin Lizzy. В 2007 году Горэм сказал, что Лайнотт всё ещё получает большее одобрение на концертах, и поэтому нынешний Thin Lizzy существует не просто ради денег. 
Как было объявлено, Thin Lizzy вместе с The Answer должны были стать разогревающими группами перед выступлениями AC/DC на стадионах в Англии, Ирландии и Шотландии в конце июня 2009 года, но эти выступления были отменены после того, как барабанщик Олдридж сломал в аварии ключицу. 30 июня на сайте группы было объявлено, что Сайкс покинул Thin Lizzy и все концерты до конца 2009 года были отменены или отложены.
В мае 2010 года был объявлен новый состав. К группе присоединился барабанщик Брайан Дауни, клавишник Даррен Уортон, гитарист Def Leppard Вивиан Кэмпбелл, бывший басист Whitesnake Марко Мендоса (который ранее играл с Thin Lizzy в период 1996—2001 и 2005—2007 годах) и певец Рики Уорвик из The Almighty. Группа объявила тур по Великобритании на январь 2011 года.
В январе 2012 года анонимный благодетель передал компании Universal Music 150 кассет с записями неизвестных и не издававшихся ранее песен Thin Lizzy общим количеством почти 700 штук. Кассеты были переданы ему Лайноттом незадолго до смерти — и пролежали в личном архиве более 25 лет. К июню 2012 года лейбл при помощи действующих музыкантов группы пообещал отобрать, обработать и выпустить лучшие песни с этого раритетного архива.
В декабре 2012 года участники Thin Lizzy решили основать новую группу Black Star Riders, чтобы начать записывать новый материал, не используя имя Thin Lizzy. Тем не менее, по словам Горэма, они будут периодически выступать как Thin Lizzy.

## Дискография

### Студийные альбомы
- 1971 — Thin Lizzy
- 1972 — Shades of a Blue Orphanage
- 1973 — Vagabonds of the Western World
- 1974 — Nightlife
- 1975 — Fighting
- 1976 — Jailbreak
- 1976 — Johnny the Fox
- 1977 — Bad Reputation
- 1979 — Black Rose: A Rock Legend
- 1980 — Chinatown
- 1981 — Renegade
- 1983 — Thunder and Lightning

### Концертные альбомы
- 1978 — Live and Dangerous
- 1983 — Life
- 1994 — BBC Radio One Live in Concert
- 1994 — The Peel Sessions
- 1999 — Boys Are Back in Town: Live in Australia
- 2000 — One Night Only
- 2008 — UK Tour '75
- 2009 — Still Dangerous — Live at Tower Theatre Philadelphia 1977
- 2011 — Live in London 2011 — 22.01.2011 Hammersmith Apollo
- 2011 — Live in London 2011 — 23.01.2011 Indigo2
- 2011 — High Voltage Festival — Recorded Live — July 23rd 2011
- 2011 — At the BBC

### Сборники (наиболее известные)
- 1976 — Remembering Part 1
- 1979 — Continuing Saga of Ageing Orphans
- 1981 — The Adventures of Thin Lizzy
- 1983 — Whisky in the Jar (1972—1983)
- 1991 — Dedication: The Very Best of Thin Lizzy
- 1996 — Wild One: The Very Best of Thin Lizzy
- 2004 — Thin Lizzy Greatest Hits
- 2006 — The Definitive Collection

## Участники

### Thin Lizzy (1969—1983)

#### Последний состав
- Фил Лайнотт — вокал, бас-гитара, гитара (1969—1983; умер в 1986)
- Брайан Дауни — ударные, перкуссия (1969—1983)
- Скотт Горэм — гитара, бэк-вокал (1974—1983)
- Даррен Уортон[англ.] — клавишные, бэк-вокал (1981—1983)
- Джон Сайкс — гитара, бэк-вокал (1982—1983)

#### Бывшие участники
- Эрик Белл — гитара, бэк-вокал (1969—1973)
- Эрик Риксон[англ.] — клавишные, бэк-вокал (1969—1970; умер в 2015)
- Гэри Мур — гитара, бэк-вокал (1974, 1977, 1978—1979; умер в 2011)
- Брайан Робертсон[англ.] — гитара, бэк-вокал (1974—1978)
- Сноуи Уайт — гитара, бэк-вокал (1980—1982)

#### Концертные участники
- Энди Джи — гитара, бэк-вокал (1974)
- Джон Дю Канн — гитара, бэк-вокал (1974; умер в 2011)
- Марк Носиф — ударные, перкуссия (1978—1979)
- Мидж Юр — клавишные, гитара, бэк-вокал (1979—1980)
- Дэйв Флетт — гитара, бэк-вокал (1979)

### Thin Lizzy (с 1996)

#### Текущий состав
- Скотт Горэм — гитара, бэк-вокал (1996—2001, 2004—наши дни)
- Даррен Уортон[англ.] — клавишные, ведущий и бэк-вокал (1996—2000, 2010—наши дни)
- Рикки Уорвик — вокал, гитара (2010—наши дни)
- Деймон Джонсон — гитара, бэк-вокал (2011—наши дни)
- Скотт Трэвис — ударные, перкуссия (2016—наши дни)
- Трой Сандерс — бас-гитара, бэк-вокал (2019—наши дни)

#### Бывшие участники
- Брайан Дауни — ударные, перкуссия (1996—1998, 2010—2013)
- Джон Сайкс — вокал, гитара (1996—2001, 2004—2009)
- Марко Мендоса — бас-гитара, бэк-вокал (1996—2001, 2005—2007, 2010—2016)
- Томми Олдридж — ударные, перкуссия (1998—2001, 2007—2009)
- Гай Пратт — бас-гитара, бэк-вокал (2003)
- Рэнди Грегг — бас-гитара (2004—2005)
- Майкл Ли[англ.] — ударные, перкуссия (2004—2007; умер в 2008)
- Франческо ДиКосмо — бас-гитара, бэк-вокал (2007—2009)
- Вивиан Кэмпбелл — гитара, бэк-вокал (2010—2011)
- Ричард Фортус — гитара, бэк-вокал (2011)
- Иэн Хоугленд[англ.] — ударные, перкуссия (2016)
- Том Хэмилтон — бас-гитара (2016—2017)